# Ricardo Schultz
Ricardo Schultz Martins (Curitiba, 1992) è un giocatore di football americano brasiliano che gioca come offensive lineman.

## Palmarès
- 1 Campionato brasiliano (Cuiabá Arsenal, 2012)
- 3 Campionati paranaensi (Coritiba Crocodiles, 2009, 2010, 2011)